# 民主黨 (日本1996年)
民主黨（日语：／ minshu tō */?），簡稱民主（日语：／ minshu */?），是日本1996年至1998年存在的一個政黨。1998年和其它黨派組成新的民主黨。因此這個民主黨又被稱為舊民主黨、第一次民主黨。

## 歷史
新進黨成立以來，新黨先驅由於被執政自民黨被埋沒，日本小型政黨的前景不妙，幹事長鳩山由紀夫在1996年1月自民黨總裁橋本龍太郎出任首相後，分析下次眾議院大選時指出，新黨先驅由於被泡沫後，很可能只有2至4名候選人當選，他提議組成以新黨先驅、社會民主黨為中心的，同時包括部分前新進黨員和自民黨員的新政黨，與自民黨抗衡。
1996年4月1日，鳩山和新進黨總務會長代理船田元進行會面，就組成新黨的問題達成共識。時人將這將要組成的政黨稱為「鳩船新黨」。不過船田最終因為政見問題沒有加入。與此同時，鳩山和熱心於一同組織新黨的新黨先驅代表武村正義在多項問題上存在分歧，尤其是在參加新黨的方式問題上，鳩山主張新黨應該以普通市民為中心，不應該簡單地合併原有政黨，不應是「選舉互助會」，而是應該以個人參加為主，通過每個個人的判斷來決定其意志；而武村則堅持在黨內協商的基礎上，新黨先驅全體加入新黨。鳩山大力批判「自民·社會·先驅」聯合政權，打出「徹底改革日本政治、行政」的旗號；而武村則堅持繼續參加聯合政權。最終鳩山宣布退出新黨先驅，以及拒絕武村加入新黨。
1996年9月11日，「民主黨設立委員會」結成，發起者有鳩山由紀夫、菅直人（新黨先驅）、鳩山邦夫（由紀夫的胞弟，新進黨）、横路孝弘、岡崎富子（社民黨）等。9月28日，民主黨正式成立，政綱是推進行政改革，將官僚主導政治轉變為市民主導；強調地方分權；將日本建設成面向21世紀的先進發達國家。成立之時，民主黨擁有57名國會議員（52名眾議員、5名參議員），是國會內僅次於自民黨和新進黨的第三大黨。民主黨還同時設立「二人代表制」 ，鳩山由紀夫負責黨務，菅直人負責政務。
同年10月底眾議院總選舉，民主黨取得52席，與選前一樣，沒有變化。而首相橋本龍太郎所屬的自民黨在贏得大選後即暗示可以考慮民主黨代表入閣，不過民主黨拒絕，並表示將實行「閣外監督」，民主黨成為在野黨。
鳩山和菅的矛盾一直存在。鳩山一直強調民主黨的個人參與的重要性，但是菅希望民主黨能成為大政黨，而且主張和自民黨聯合執政。菅直人在民主黨成立之後也一度繼續留在橋本政府內閣中擔任厚生大臣，而正是他擔任厚生相期間處理艾滋病對策問題為他贏得了良好的名聲，他也因此成為民主黨的頭號人物，1997年正式出任民主黨代表，而鳩山則轉任民主黨幹事長。
隨著更多新進黨員脫黨加入民主黨，民主黨也不斷壯大。1997年12月，鳩山、菅和新進黨的細川護熙、鹿野道彥、羽田孜舉行會談，就下年的參眾兩院選舉合作達成共識，決定在參議院選舉前成立新黨。
1998年1月7日，民主黨和太陽黨、國民之聲、新黨友愛、民主改革連合、五人黨組成院內會派「民主友愛太陽國民連合」。同年4月27日，民政黨、新黨友愛、民主改革連合正式併入民主黨，新民主黨正式成立，菅直人出任首位黨代表。

## 歴代民主黨常任幹事會、執行部職員表
| 代表                              | 幹事長     | 政策調査會長 | 國會對策委員長 | 參議院議員會長 |
| --------------------------------- | ---------- | ------------ | -------------- | -------------- |
| 菅直人（政務） 鳩山由紀夫（党務） |            | 簗瀨進       | 赤松廣隆       | 菅野久光       |
| 〃                                |            | 仙谷由人     | 〃             | 〃             |
| 菅直人                            | 鳩山由紀夫 | 枝野幸男     | 岩田順介       | 〃             |

## 歴代代表
| 民主黨代表 | 民主黨代表 | 民主黨代表 | 民主黨代表 | 民主黨代表    | 民主黨代表    | 民主黨代表                                     |
| 代         | 代表       | 代表       | 期         | 就任日        | 退任日        | 備注                                           |
| ---------- | ---------- | ---------- | ---------- | ------------- | ------------- | ---------------------------------------------- |
| 1          |            | 菅直人     | 1          | 1996年9月28日 | 1997年9月16日 | 共同代表制（菅擔當政務代表，鳩山擔當黨務代表） |
| 1          | 鳩山由紀夫 |            | 1          | 1996年9月28日 | 1997年9月16日 | 共同代表制（菅擔當政務代表，鳩山擔當黨務代表） |
| 2          |            | 菅直人     | 2          | 1997年9月16日 | 1998年4月27日 | 鳩山就任新設的幹事長職務                       |

## 黨勢的推移

### 眾議院
| 選舉         | 当選/候補人數 | 定員 | 備注                 |
| ------------ | ------------- | ---- | -------------------- |
| （結党時）   | 50/-          | 511  | 第41屆總選舉前有52人 |
| 第41屆總選舉 | ○52/161       | 500  |                      |

### 參議院
| 選舉       | 当選/候補人數 | 非改選 | 定員 | 備注               |
| ---------- | ------------- | ------ | ---- | ------------------ |
| （結党時） | 5/-           | -      | 252  | 期間沒有參議院選舉 |

- 當選者不包括追加公認。

### 民主黨國會議員列表
| 結成時（57 - 眾52、參5）       |            |            |          |            |          |
| ○ 社會民主黨（35 - 眾31、參4） |            |            |          |            |          |
| 眾                             | 佐藤觀樹   | 石橋大吉   | 森井忠良 | 池端清一   | 日野市朗 |
| 眾                             | 辻一彦     | 中村正男   | 井上一成 | 網岡雄     | 田口健二 |
| 眾                             | 早川勝     | 渡邊嘉藏   | 赤松廣隆 | 岩田順介   | 大畠章宏 |
| 眾                             | 岡崎富子   | 小林守     | 輿石東   | 五島正規   | 坂上富男 |
| 眾                             | 佐佐木秀典 | 佐藤泰介   | 田中昭一 | 鉢呂吉雄   | 細川律夫 |
| 眾                             | 細谷治通   | 松本龍     | 山元勉   | 池田隆一   | 永井哲男 |
| 眾                             | 山崎泉     |            |          |            |          |
| 參                             | 朝日俊弘   | 伊藤基隆   | 川橋幸子 | 峰崎直樹   |          |
| ○ 新黨先驅（15 - 眾14・参1）   |            |            |          |            |          |
| 眾                             | 菅直人     | 鳩山由紀夫 | 小平忠正 | 簗瀨進     | 荒井聰   |
| 眾                             | 五十嵐文彦 | 石井紘基   | 枝野幸男 | 小澤鋭仁   | 金田誠一 |
| 眾                             | 玄葉光一郎 | 田中甲     | 中島章夫 | 前原誠司   |          |
| 參                             | 中尾則幸   |            |          |            |          |
| ○ 市民聯盟（5 - 眾5）          |            |            |          |            |          |
| 眾                             | 嶋崎讓     | 山花貞夫   | 後藤茂   | 海江田万里 | 牧野聖修 |
| ○ 新進黨（1 - 眾1）            |            |            |          |            |          |
| 眾                             | 鳩山邦夫   |            |          |            |          |
| ○ 無黨派（1 - 眾1）            |            |            |          |            |          |
| 眾                             | 佐藤謙一郎 |            |          |            |          |

## 參见
- 日本政黨列表
  - 民主黨 (日本)

### 一般參考
- 石川真澄（一部山口二郎による加筆）『戦後政治史』2004年8月、岩波書店・岩波新書、ISBN 4-00-430904-2